# Cophixalus nubicola
Cophixalus nubicola är en groddjursart som beskrevs av Richard G. Zweifel 1962. Cophixalus nubicola ingår i släktet Cophixalus och familjen Microhylidae. IUCN kategoriserar arten globalt som sårbar. Inga underarter finns listade i Catalogue of Life.